# Frederick Marshman Bailey
Frederick Marshman Bailey (* 3. Februar 1882 in Lahore, Britisch-Indien; † 17. April 1967 in Stiffkey, Norfolk, Vereinigtes Königreich) war ein britischer Offizier, Erforscher von Tibet und Sammler von Schmetterlingen und Vögeln. Als Politischer Offizier war er – zeitweise im verdeckten Einsatz – in Turkestan unterwegs. Seit Kindheitstagen wurde Frederick Bailey mit Vornamen „Eric“ genannt, um ihn von seinem Vater zu unterscheiden, Freunde nannten ihn auch „Hatter“, üblicherweise wird sein Name mit „F. M. Bailey“ wiedergegeben.

## Leben

### Jugend und Beginn der militärischen Karriere
Frederick Bailey war der älteste Sohn eines britischen Offiziers gleichen Namens, der als Forstspezialist in Britisch-Indien arbeitete. Er besuchte die Schule auf der Edinburgh Academy und dem Wellington College, Berkshire; auf Urlauben in Belgien und Ostpreußen lernte er Französisch und Deutsch. 1899 begann er eine Kadettenausbildung an der Royal Military Academy in Sandhurst und wurde im Juli 1900 als Second Lieutenant in den Armeedienst übernommen. Sein erster Stationierungsort war Wellington in den Nilgiri-Bergen von Indien. Hier lernte er die im Indischen Heer übliche Kommandosprache Urdu sowie Polo spielen. Nach einem Jahr wurde er nach Rawalpindi im nördlichen Pandschab – damals die größte britische Garnison in Indien – versetzt und den 17th Bengal Lancers angegliedert. 1902 wurde er zum Lieutenant befördert. Bailey drängte jedoch darauf, an die Nordgrenze zu kommen, und 1903 wurde er zu den Pionieren der 32nd Sikh Pioneers kommandiert, die kurz nach seiner Ankunft nach Sikkim verlegt wurden.

### Teilnahme am britischen Tibetfeldzug

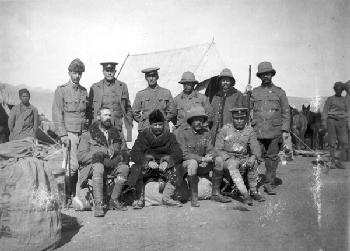
Younghusband mit britischen Soldaten 1904

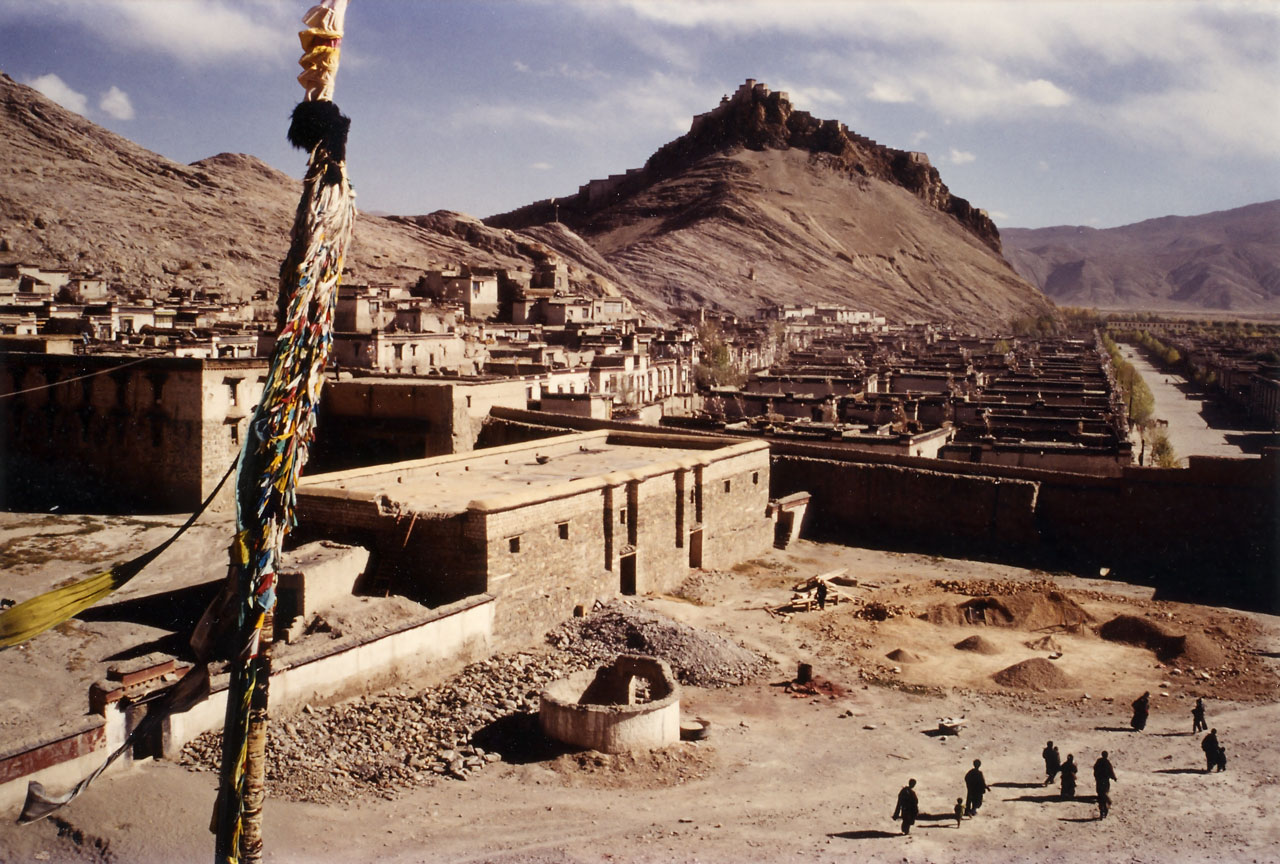
Die Altstadt von Gyantse (1994)

Im Rahmen des Great Game um die Vorherrschaft in Zentralasien geriet auch der Status von Tibet in den Blick der britischen Herrscher in Indien. 1904 lud die indische Regierung Tibet und China zu Verhandlungen im tibetischen Grenzort Khamba Dzong ein. Die von Francis Younghusband angeführte Mission wurde von 200 Soldaten begleitet, weitere Soldaten wurden in Sikkim in Reserve gehalten (Britischer Tibetfeldzug). Die Verhandlungen zogen sich ohne Ergebnis über fünf Monate hin, eine Zeit, die Bailey nutzte, um Tibetisch zu lernen. Um den militärischen Druck zu erhöhen, zog die Einheit Baileys im Winter 1904/05 über den Donkya-La-Pass in 5.500 Meter Höhe ins Chumbi-Tal. Im März kam es zu ersten Kämpfen bei Guru, im April wurde Gyantse – die drittgrößte Stadt Tibets – gestürmt. Da sich keine verhandlungsbereiten Tibeter fanden, kämpfte sich die britische Mission mit Maxim-Maschinengewehren bis in die Hauptstadt Lhasa durch, die im August erreicht wurde. Am 6. September 1904 unterzeichnete die tibetische Seite ein Abkommen, in dem die Grenze zu Sikkim anerkannt wurde, britische Handelsstützpunkte in Gyantse, Yatung und Gartok zugelassen und eine Reihe von noch zu vereinbarender Waren aus Indien vom Zoll befreit wurden.
1905 beantragte Bailey die Versetzung ins Political Department, was dem Außenministerium der indischen Regierung entsprach (er behielt seinen militärischen Rang). Er wurde Handelsagent der britischen Regierung im tibetischen Gyantse, später im Chumbi-Tal. Seine erste Aufgabe wurde, den Penchen Lama Thubten Chökyi Nyima nach Tibet zurückzubegleiten. Die beiden gleich alten Männer freundeten sich an, und Bailey besuchte ihn häufig mit seinem Grammophon, um ihm Platten vorzuspielen. Bereits 1906 wurde er auf Vermittlung seines Vaters zum Fellow der Royal Geographical Society gewählt. 1909 wurde er zum Captain befördert. Im selben Jahr kehrte er zu einem ausgedehnten Heimaturlaub nach Schottland zurück.

### Erkundung des Tsangpo

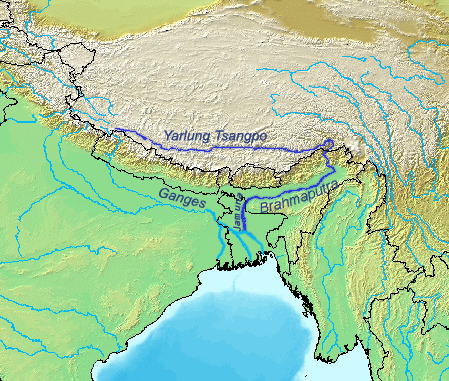
Lange Zeit war unklar, ob der tibetische Fluss Tsangpo (in der Karte als „Yarlung Tsangpo“ bezeichnet) den Oberlauf zum Brahmaputra bildet, denn der Übergang vom Ober- zum Unterlauf ist durch die Dihangschluchten unzugänglich.

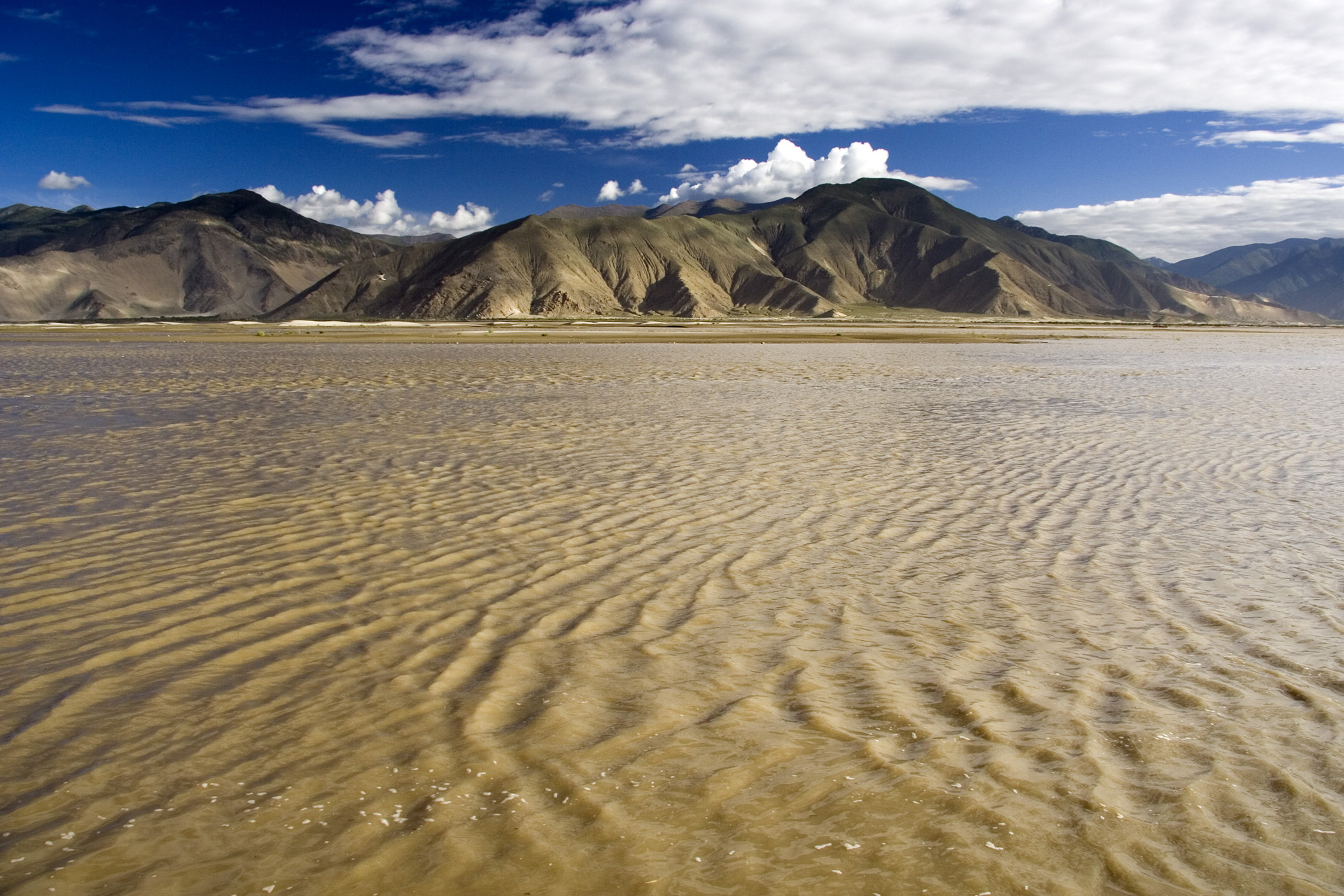
Der Tsangpo, wie der Brahmaputra in seinem tibetischen Oberlauf heißt

Seit 1854 hatte das Kartografische Amt (Survey of India) immer wieder versucht, das geografische Rätsel aufzuklären, zu welchem Fluss der Tsangpo als Oberlauf gehört. In Frage kamen der Jangtsekiang, Mekong, Saluen, Lohit, Dibang und „Dihang“ (Brahmaputra). In den 1880er Jahren argumentierte Hauptmann Harman vom Survey of India, dass es wegen der Wassermenge nur der Dihang sein konnte, aber wegen der Dihangschluchten war noch niemand dem kompletten Flusslauf gefolgt. Durch einen Übersetzungsfehler in einem Berichts eines früheren Kundschafter des Survey of India war außerdem das Gerücht über einen großen Wasserfall entstanden, was plausibel wirkte, denn der Tsangpo floss auf über 2.700 Meter Höhe in die Schluchten und verließ sie in nur 200 Kilometer Entfernung auf einer Höhe von 150 Metern.
Bailey hatte den Fluss zum ersten Mal auf dem Tibetfeldzug gesehen und überquert. 1911 nutzte er einen Teil seines Heimaturlaubs, um das Rätsel des Tsangpos aufzuklären. Er reiste über Russland nach China, fuhr den Jangtsekiang hoch und betrat schließlich Tibet von Südosten her. Kurz vor dem Ziel verweigerte ihm jedoch ein tibetischer Beamter die Weiterreise, weil es zu Unruhen gekommen war. Bailey musste seine private Expedition abbrechen und schlug sich durch das Siedlungsgebiet der Mishmi nach Assam durch. 1912 meldete sich Bailey wieder zum Dienst und wurde einer Strafexpedition gegen die Abor als Aufklärungsoffizier (intelligence officer) zugeteilt. Dort nutzte er den großzügig abgefassten Marschbefehl, um sich zusammen mit Hauptmann Henry Morshead abzusetzen und eine eigene Expedition an den Tsangpo zu unternehmen. Der vermutete Wasserfall stellte sich lediglich als eine Reihe von Wasserschnellen bei Pemaköchung heraus. Einige Flusskilometer erwiesen sich allerdings wegen der Dihangschluchten als unpassierbar (das letzte Teilstück ist erst 1998 erkundet worden). Trotzdem war nun endgültig klar, dass der Tsangpo mit dem „Dihang“ identisch war. Die Existenz eines großen Wasserfalls konnte Bailey mit Höhenmessungen über den Siedepunkt des Wassers ausschließen. Damit war die tibetische Quelle des Brahmaputra geklärt.

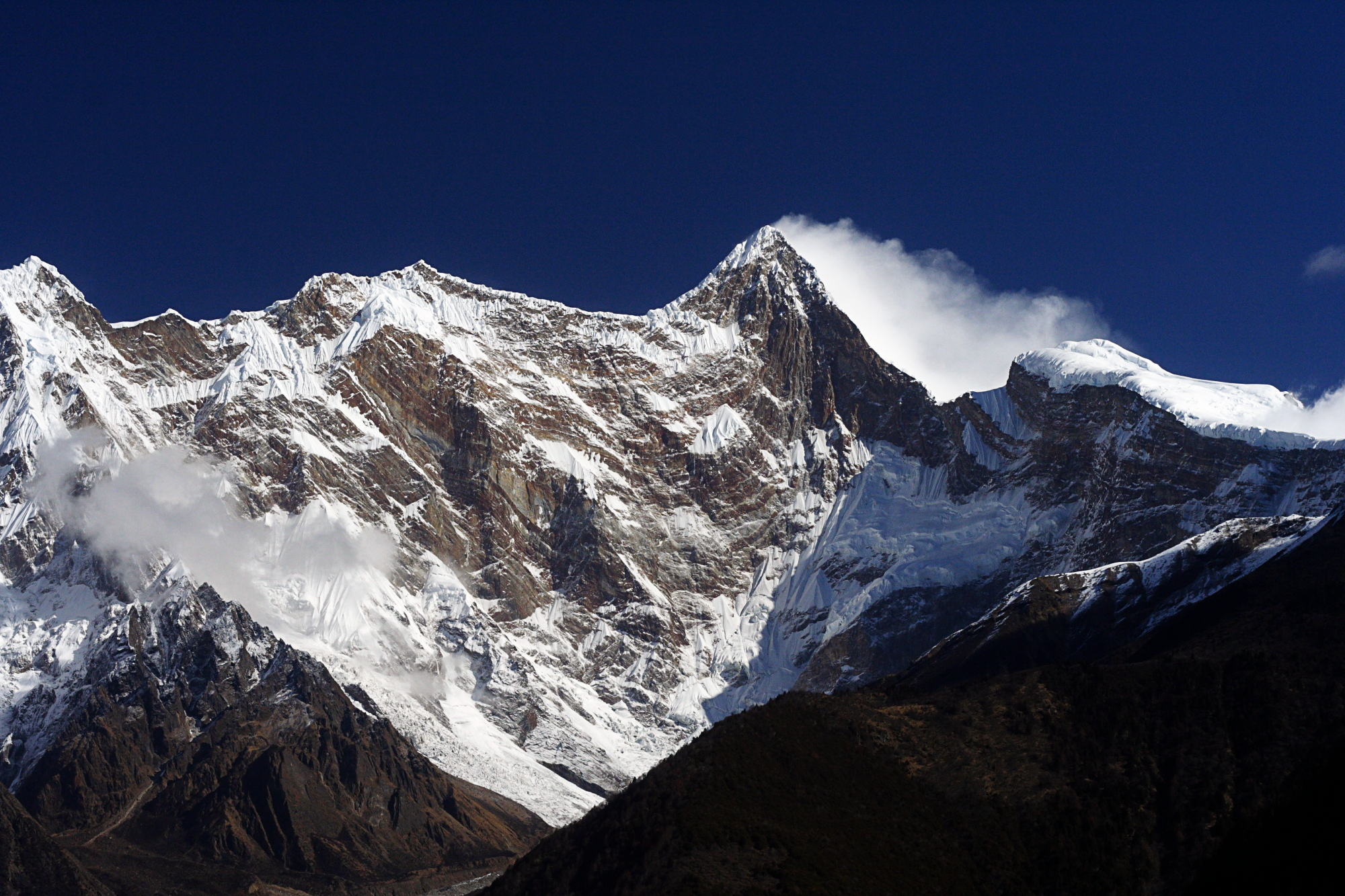
Der Namcha Barwa von Westen, wie ihn auch Bailey als erster Europäer gesehen haben muss.

Bailey und Morshead erkundeten den Tsangpo flussaufwärts und kartierten rund 380 Meilen des Flusses bis Tsetang, bevor sie nach Süden Richtung Indien abdrehten. Zu den Ergebnissen zählten auch die Entdeckung des Gyala Peri (7.294 m) und des Namcha Barwa mit einer Höhe von 7.782 Metern. Bailey wurde für seine Erkundung des Tsangpo mit der Goldmedaille der Royal Geographical Society ausgezeichnet. Er beschrieb diese Expedition in dem Buch No Passport to Tibet.
Obwohl die Expedition in dieser Form nicht autorisiert gewesen war, stellte sie sich bei der Rückkehr als nützlich heraus. Am 27. April 1914 wurde eine Konvention zwischen Indien, Tibet und China paraphiert, mit der die Suzeränität Chinas über Tibet anerkannt wurde. In dieser Konvention wurde auch die Grenze zwischen Tibet und Assam festgelegt, wobei die Expeditionsergebnisse einflossen. Obwohl die Konvention nie ratifiziert wurde, gilt der Grenzverlauf bis heute, und Großbritannien sicherte sich vor dem indischen Tiefland eine rund 100 Meilen breite, gebirgige Barriere. Als naturkundlich interessierter Mensch hatte Bailey außerdem zahlreiche Beiträge zur Fauna Tibets geleistet (siehe unten). Eine der Folgen von Baileys Tibetreisen war auch, dass er später zusammen mit Frederick O’Connor die Schreibweise tibetischer Ortsnamen im Englischen – und mittelbar auch in anderen westlichen Sprachen – standardisierte. 1915 wurde Bailey von König Georg V. als Companion des Order of the Indian Empire (CIE) ausgezeichnet.

### Mission in Taschkent
Im Ersten Weltkrieg diente Bailey als einer der wenigen Urdu sprechenden Offiziere zunächst mit dem indischen Expeditionskorps an der Westfront. Hier wurde er am Arm verwundet und zur Erholung nach England geschickt. Später kämpfte er in Gallipoli, wo er zum zweiten Mal verwundet wurde. 1916 wurde er in den temporären Rang eines Major befördert. Als einer der wenigen Tibet-Experten in der indischen Regierung wurde er 1916/17 als Politischer Offizier an die Nordwestgrenze Indiens versetzt. 1917/18 arbeitete er als Politischer Offizier in Persien, wo er Farsi lernte.
Nach der Oktoberrevolution waren der indischen Regierung die Zustände in Turkestan unbekannt, weswegen Bailey auf eine offizielle Mission nach Taschkent geschickt wurde. Er sollte bei den neuen Machthabern der Autonomen Sozialistischen Sowjetrepublik Turkestan erreichen, dass die zahlreichen, nunmehr freigelassenen deutschen und österreichisch-ungarischen Kriegsgefangenen nicht nach Afghanistan gelangten und gegen Britisch-Indien eingesetzt wurden. Zweitens sollte keine Baumwolle an die Mittelmächte gelangen. Drittens sollte die religiöse Propaganda der Deutschen und Osmanen unter Muslimen unterbunden werden. Weil britische Truppen im Bürgerkrieg intervenierten, geriet Bailey derartig in Gefahr, dass er in der Uniform eines österreichisch-ungarischen Kriegsgefangenen und mit wechselnden Identitäten untertauchen musste. Es gelang ihm, ausgerechnet in der Gegenspionage des russischen Generalstabs angestellt und als bolschewistischer Agent in das damals noch unabhängige Buchara geschickt zu werden, von wo aus er seine Flucht nach Persien organisierte. Bei dieser Gelegenheit begegnete er auch dem indischen Nationalisten Mahendra Pratap. Baileys Führungsoffizier in dieser Zeit war Sir John Shuckburgh. Diese Reise beschrieb Bailey 1924 in dem Buch Mission to Tashkent, das auf Anordnung der Regierung zwanzig Jahre lang nicht freigegeben wurde, nach seiner Veröffentlichung 1946 aber zum Bestseller wurde (zahlreiche Identitäten wurden verfremdet und manche Abschnitte gestrichen). Zuletzt wurde es 2002 nachgedruckt. In der sowjetischen Geschichtsschreibung wurde Bailey dagegen als imperialistischer Agent dargestellt, der für fast alle Unruhen in Turkestan in dieser Zeit verantwortlich gewesen sei.

### Weitere Tätigkeiten im britischen Außendienst
Am 7. April 1921 heiratete Bailey Hon. Irma Cozens-Hardy, das einzige Kind des William Cozens-Hardy, 2. Baron Cozens-Hardy. Von 1921 bis 1928 war er Politischer Offizier in Sikkim. In dieser Funktion erwirkte er die Erlaubnis für einige britische Expeditionen, den Mount Everest von der tibetischen Seite her zu besteigen. Wegen des wenig rücksichtsvollen Verhaltens der Bergsteiger kam es zu diplomatischen Verwicklungen, in denen Bailey ausgleichen musste. 1926 wurde Bailey zum Lieutenant-Colonel befördert. Von 1930 bis 1932 war er political agent in Zentralindien und Resident in Baroda. 1932/33 diente er als Resident in Kaschmir. 1935 bis 1938 war er außerordentlicher Gesandter und Bevollmächtigter am Hof von Nepal. In dieser Zeit unternahm er, unter anderem mit seinem alten Freund Richard Meinertzhagen, naturkundliche Reisen durch Indien.
1938 ging er in den Ruhestand, ließ sich jedoch im Zweiten Weltkrieg reaktivieren. 1942/43 war er als Kurier (King's Messenger) in Zentral- und Südamerika für Sir William „Intrepid“ Stephenson unterwegs, das heißt, mit geheimdienstlicher Tätigkeit beschäftigt. Seinen Ruhestand verbrachte er auf dem Land in Norfolk, wo er 1967 starb.

### Bailey als Naturforscher

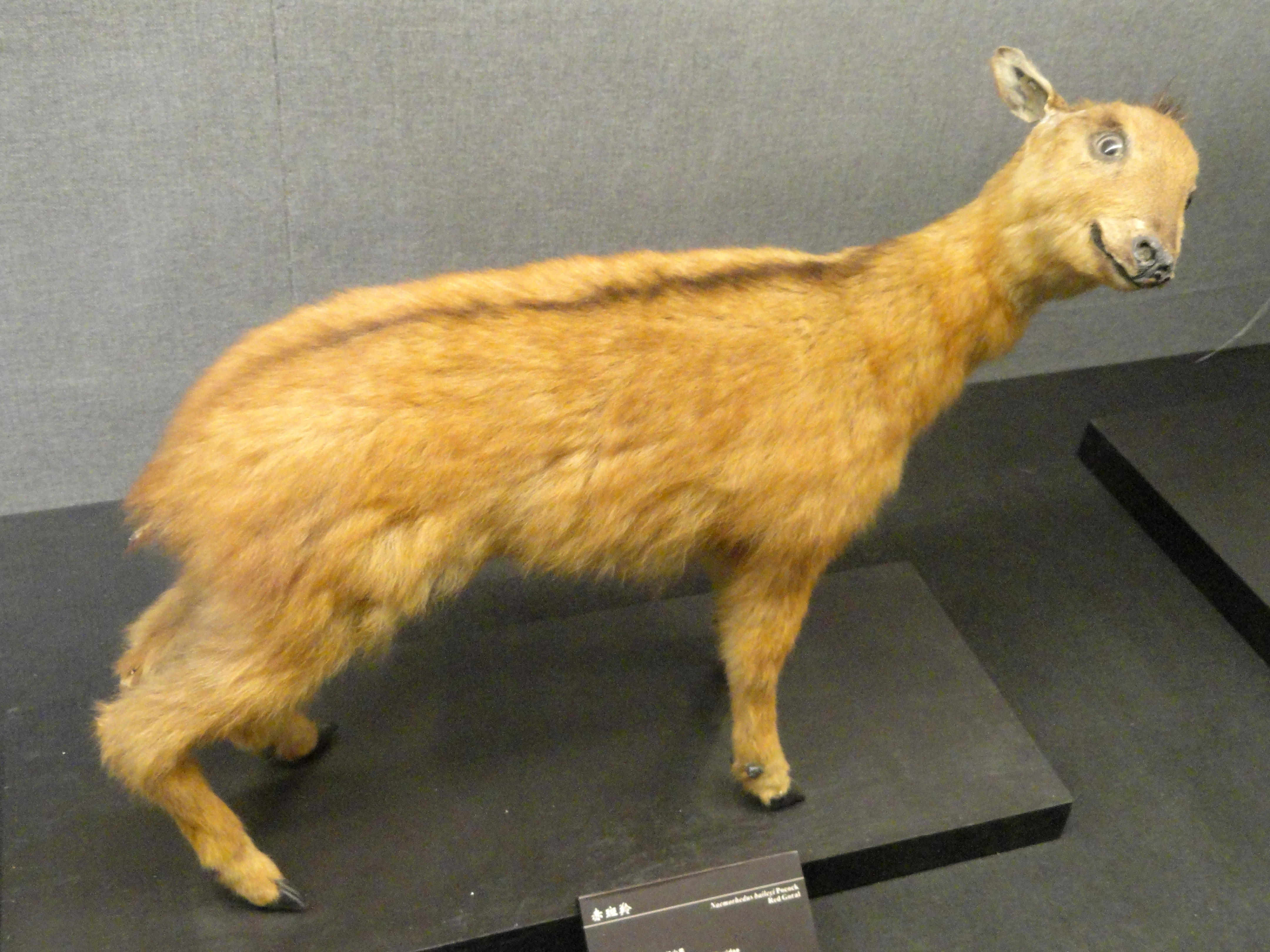
Der Rote Goral gehört zu den von Bailey entdeckten Tierarten.

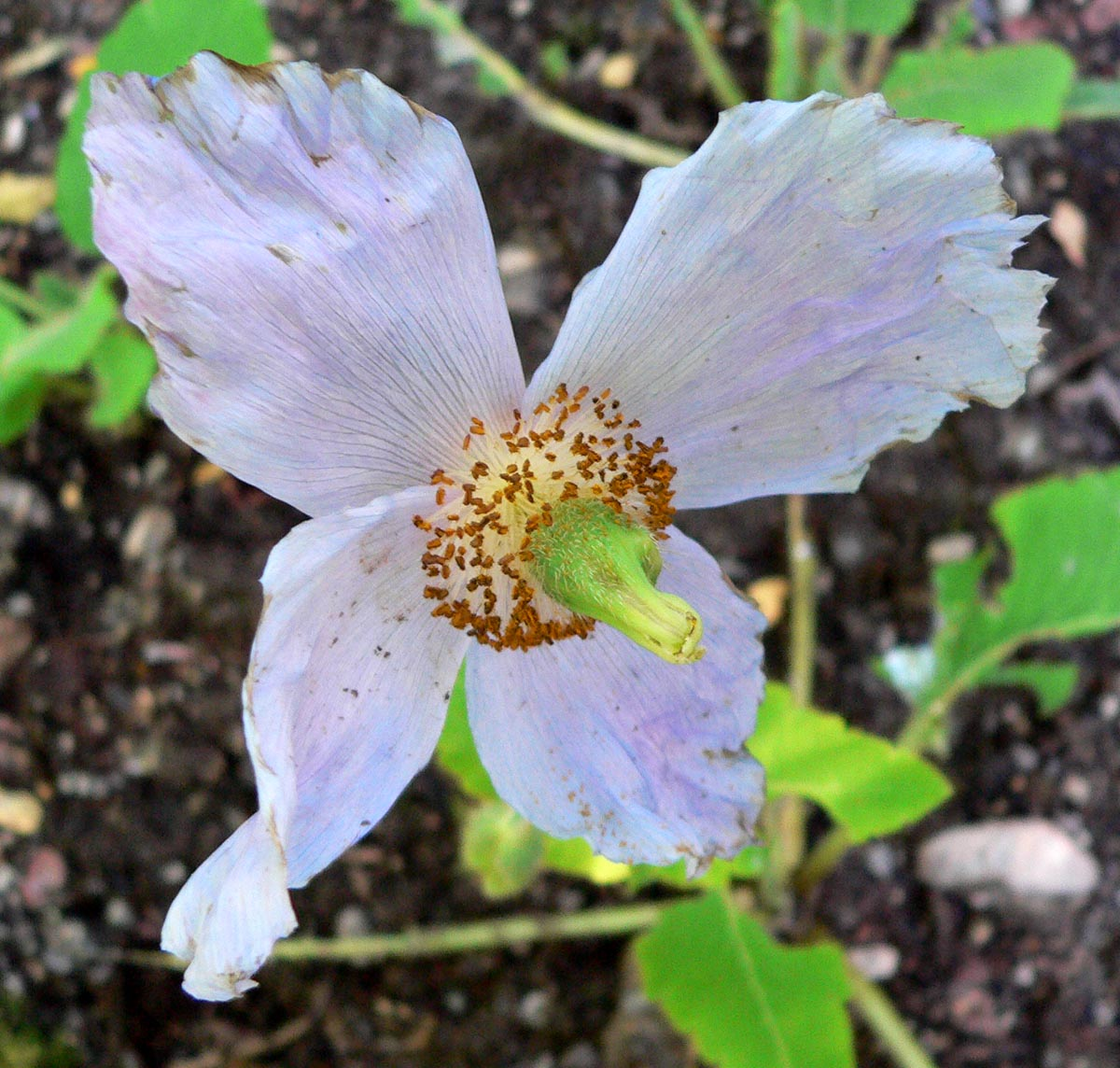
In Tibet machten Mönche Bailey auf eine große, blaue Mohnblume, Meconopsis betonicifolia baileyi, aufmerksam, die heute nach ihm benannt ist.

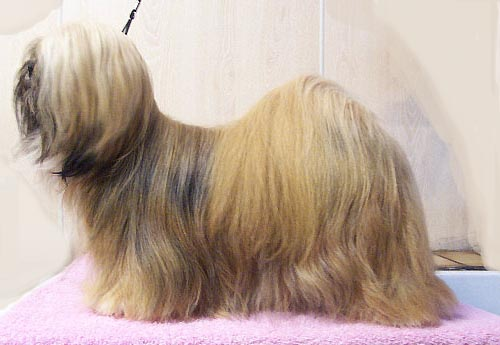
Eine Folge von Baileys Tibet-Reisen ist auch, dass die Hunderasse Lhasa Apso nach Europa gelangte.

Frederick Bailey war ein begeisterter Naturforscher. 1906 schickte er zum ersten Mal eine Auswahl tibetischer Schlangen an die Bombay Natural History Society, darunter Tropidonotus baileyi, die erste Tierart, die nach ihm benannt wurde. Er wurde ein aktives Mitglied dieser Naturforscher-Gesellschaft.
Zu den Schmetterlingen, die von Bailey zuerst gesammelt wurden, gehören Parnassus acco baileyi, Carterocephalus postnigra, Ypthima baileyi, Erebia innupta, Aporia baileyi, Halpe baileyi, Erebia baileyi, Erebia inconstans, Lethe baileyi, Lycaena standfussi subbrunnes und Rapala catena. Neue Säugetiere waren die Brahma-Weißbauchratte (Epimys brahma, heute Niviventer brahma), die Spitzmaus Soriculus baileyi, eine neue Hasenunterart Lepus oiostolus illuteus sowie der Rote Goral Naemorhedus baileyi (viele der Artnamen sind heute nicht mehr gültig). 2300 von Bailey gesammelte Vögel mit insgesamt 270 Arten aus Nepal und Tibet befinden sich heute im Natural History Museum in London, die Schmetterlingssammlung im American Museum of Natural History in New York.
Unter Gärtnern ist der Name Baileys vor allem für eine blaue Mohnblume, Meconopsis betonicifolia baileyi, bekannt, die er von seiner Expedition an den Tsangpo von 1913 mitbrachte (Samen wurden erstmals 1924 von Frank Kingdon-Ward gesammelt).

## Werke
- China – Tibet – Assam. A journey 1911. Jonathan Cape, London 1945.
- Mission to Tashkent. Jonathan Cape, London 1946.
- No Passport to Tibet. The Travel Book Club, London 1957.